# Let Them Talk
Let Them Talk je debutové studiové album britského herce a hudebníka Hugha Laurieho, vydané 9. května 2011. Na albu se také podlíleli například Tom Jones, Irma Thomas nebo Dr. John. Album produkoval Joe Henry.

## Seznam skladeb
| Pořadí         | Název                                                      | Délka |
| -------------- | ---------------------------------------------------------- | ----- |
| 1.             | St. James Infirmary                                        | 6:25  |
| 2.             | You Don't Know My Mind                                     | 3:39  |
| 3.             | Six Cold Feet                                              | 4:55  |
| 4.             | Buddy Bolden's Blues                                       | 3:12  |
| 5.             | Battle of Jericho                                          | 3:47  |
| 6.             | After You've Gone (feat. Dr. John)                         | 4:09  |
| 7.             | Swanee River                                               | 2:43  |
| 8.             | The Whale Has Swallowed Me                                 | 3:37  |
| 9.             | John Henry (feat. Irma Thomas)                             | 3:34  |
| 10.            | Police Dog Blues                                           | 3:33  |
| 11.            | Tipitina                                                   | 5:06  |
| 12.            | Winin' Boy Blues                                           | 2:59  |
| 13.            | They're Red Hot                                            | 1:11  |
| 14.            | Baby, Please Make a Change (feat. Tom Jones & Irma Thomas) | 4:57  |
| 15.            | Let Them Talk                                              | 4:10  |
| Celková délka: | Celková délka:                                             | 57:56 |